# Julia Desojo
Julia Brenda Desojo (* 1973 in La Plata, Provinz Buenos Aires) ist eine argentinische Wirbeltier-Paläontologin. Ihr Forschungsschwerpunkt sind die Archosauromorpha.

## Leben
Desojo schrieb sich 1991 an der Facultad de Ciencias Naturales y Museo der Universidad Nacional de La Plata (FCNyM-UNLP) ein, wo sie 1997 als Licenciada in Biologie (mit Ausrichtung Zoologie) abschloss. Ab 2000 absolvierte sie ein Doktoratsstudium an der Universidad de Buenos Aires (UBA), wo sie 2005 unter der Leitung von Ana María Báez mit der Dissertation Los Aetosaurios (Amniota, Diapsida) de América del Sur: sus relaciones y aportes a la biogeografía y bioestratigrafía del Triásico continental, einer Studie über die Anatomie, Phylogenie und Biostratigraphie der Aetosauria aus Südamerika, zum Doktor in den Biowissenschaften promoviert wurde.
Desojo absolvierte zwei Postdoc-Projekte, eines über die Schädelbiomechanik der Aetosauria im Rahmen einer Studie des Consejo Nacional de Investigaciones Científicas y Técnicas (CONICET) mit der Universidad de Buenos Aires und das zweite von 2007 bis 2008 in München über die Revision der 1936 von Friedrich von Huene aufgestellten Familie Rauisuchidae aus Brasilien, wofür sie ein Stipendium der Alexander-von-Humboldt-Stiftung erhielt.
2007 trat sie der Comisión de Investigaciones Científicas (CIC) des CONICET bei und arbeitete ab 2009 am Museo Argentino de Ciencias Naturales Bernardino Rivadavia (MACN), wo sie die Archosauriform Research Group (ARG), eine interdisziplinäre Arbeitsgruppe, gründete. 2016 wechselte sie in die Abteilung für Wirbeltierpaläontologie des La-Plata-Museums, wo sie gegenwärtig tätig ist.
Desojo leitete zahlreiche nationale (z. B. kontinentale, triassische Archosauriformes in der Provinz La Rioja) und internationale (Marokko, Südafrika) paläontologische Expeditionen. Sie nahm auch an Bewertungskommissionen des CONICET und der Agencia Nacional de Promoción de la Investigación, el Desarrollo Tecnológico y la Innovación (ANPCyT) teil und koordinierte diese.
2022 gehörte Desojo zu einem Team von Wissenschaftlern um die Paläontologin Elżbieta M. Teschner von der Universität Bonn, denen durch Knochenscans der Nachweis gelang, dass es sich bei 24 im Jahr 1877 in Kaltental bei Stuttgart gefundenen Individuen der Art Aetosaurus ferratus, die nur zwischen 20 und 82 Zentimeter lang sind, um Jungtiere handelt. Zuvor war unklar, ob die Knochenfunde kleine ausgewachsene Tiere oder Jungtiere repräsentieren.
Einige ihrer Forschungsprojekte nutzen neue paläobiologische Techniken wie die Paläohistologie, das Computertomograhie-Scanning, die Morphometrie und die Anwendbarkeit der Finite-Elemente-Methode in der Paläontologie.
Desojo ist Mitglied der Wissenschafts- und Exekutivausschüsse internationaler Kongresse (Society of Vertebrate Paleontology, International Society of Vertebrate Morphology) und seit 2014 Redaktionsmitglied der Fachzeitschrift Royal Society Open Science. Sie hat auch in mehreren Vorstandsausschüssen der Asociación Paleontológica Argentina (APA) mitgewirkt (Sekretärin von 2008–2009 und Vize-Sekretärin von 2010–2011). Von 2020 bis 2022 war sie Vizepräsidentin der APA.
Desojo betreute die Dissertationen von mehreren bekannten argentinischen Paläontologinnen, darunter María Jimena Trotteyn (Archosauriformes), Agustina Lecuona (Pseudosuchia), María Belén von Baczko (Pseudosuchia) und Léa Leuzinger (Geochemie der mesozoischen Herpetofauna).
2013 schrieb sie Beiträge für die Schrift Anatomy, Phylogeny and Palaeobiology of Early Archosaurs and Their Kin der Geological Society of London.

## Erstbeschreibungen von Julia Desojo
- Torvoneustes De Andrade, Young, Desojo & Brusatte, 2010
- Archeopelta Desojo, Ezcurra & Schultz, 2011
- Aetobarbakinoides Desojo, Ezcurra & Kischlat, 2012
- Polesinesuchus Roberto-Da-Silva, Desojo, Cabreira, Aires, Müller, Pacheco & Dias-Da-Silva, 2014
- Elorhynchus Ezcurra, Fiorelli, Trotteyn, Martinelli & Desojo, 2021